# Sandi Čolnik
Sandi Čolnik, rojen kot Aleksander Ludovik Čolnik, slovenski TV voditelj, urednik, scenarist in novinar, * 5. februar 1937, Maribor, Slovenija, † 28. februar 2017.
Kariero je začel na radiu Maribor, po vpisu na pravo se je zaradi dela na Radioteleviziji Slovenija prepisal na študij novinarstva.
Predvsem je deloval v na področju kulturnega novinarstva in intervjujev. Prva oddaja, v kateri je sodeloval na televiziji, je bila TV pošta. Potem je vodil Obzornik in Kulturno panoramo, v sedemdesetih je vodil oddajo Monitor, ki so jo predvajali tudi na drugih jugoslovanskih televizijah.
Svoj žanr televizijskih intervjujev nadaljeval v oddajah z naslovom Studio 2 in z oddajo Večerni gost, ki jo je vodil tudi po upokojitvi leta 2000.
Med drugim je pogosto vodil prireditve kot so Slovenska popevka in komentrial prenose zgodovinskih mednarodnih dogodkov in prireditev kot so posnetek prenosa pristanka na Luni, podelitev filmskih nagrad oskar ali Novoletni koncert dunajskih filharmonikov.
Bil je dolgoletni član Rotary kluba Ljubljana.
Poročen je bil z dr. Moniko Brumnovo, bil je oče hčerama Mojci in Sandri.
1997 je prejel Jurčičevo nagrado, posvečene "resnicoljubnosti slovenskega novinarstva", pogosto pa je bil nominiran tudi za različne druge novinarske in medijske nagrade.
"S prijaznim, elegantnim vedenjem, spoštljivim in sproščenim odnosom do sogovornikov je na vseh slovenskih televizijah bržkone res edini gospod v najlepšem pomenu besede," so o "slovenskem Larryju Kingu" zapisali 2008 v portretu časnika Dnevnik.